# Idioma lúdico

Bandera de los carelios lúdicos

El lúdico o carelio lúdico (Luudi, Lyydi o Lüüdi), es una lengua fino-báltica en la familia urálica, o también considerado como un dialecto del carelio. Es un idioma de transición entre el livvi-carelio y el vepsio. Es hablado por unos 300 carelios en la República de Carelia, en Rusia, cerca de la costa sudoccidental del lago Onega.

## Clasificación
En la tradición de investigación finesa, el lúdico ha sido considerado un área de dialectos de transición entre el carelio y el vepsio, mientras que en la tradición de investigación rusa, por motivos etnográficos, normalmente es considerado un dialecto únicamente del carelio. Se ha propuesto un estatus de idioma independiente recientemente. El lúdico es caracterizado por una mezcla de rasgos parecidos al carelio (como la diptongación de las vocales largas y cerradas del protofinés, por ejemplo el caso de *pää > piä (‘cabeza’) y *soo > suo (‘pantano’), contrastando con el acortamiento de tales vocales en el vepsio: pä y so, respectivamente) con rasgos parecidos del vepsio (como una pérdida casi completa de la gradación de consonantes).

### Dialectos
El lúdico se divide en tres principales dialectos:
- Lúdico septentrional (o del lago), en las costas noroccidentales del lago Onega.
- Lúdico central (o del río), en asentamientos a lo largo del río Shuya y cerca de Petrozavodsk.
- Lúdico kuďäŕv (o del bosque), en la localidad rural de Mikhaylovskoye.

La semejanza más grande con el carelio se encuentra en el lúdico septentrional, mientras que el lúdico kuďäŕv comparte más características con el vepsio.